# Damnitz (Adelsgeschlecht)
Damnitz ist der Name eines Adelsgeschlechts.

## Geschichte
Das Geschlecht gehört zum pommerschen Uradel, dessen namensstiftendes Stammgut in Damitz, Kreis Franzburg, zu vermuten ist. Mit Johannes de Damenize, Vasall des Fürsten Wizlaw II. von Rügen, wurde die Familie am 7. Dezember 1299 zuerst urkundlich genannt. Um die Mitte des 14. Jahrhunderts war die Familie bereits in die Neumark übergesiedelt. Später auch in die Lausitz, nach Schlesien und die sächsischen Fürstentümer. In allen Territorien bestand zeitweise weitläufiger Gutsbesitz. Die Stammreihe beginnt mit Bogislaus von Damnitz auf Rostin im Kreis Soldin um 1580. Einzelne Glieder bedienten sich unbeanstandet des Freiherrentitels. Wolf Sigismund von Damnitz, kaiserlicher Feldmarschall-Lieutenant und Kommandant zu Freiburg, erhielt 1739 den Reichsfreiherrenstand. Korrespondenz zwischen ihm und dem kaiserlichen Geheimen Rat und Minister Karl, Graf Cobenzl, sowie ihm und dem Prinzen Eugen ist im Österreichischen Staatsarchiv erhalten.

## Wappen
Das Wappen ist von Silber und Rot gespalten, rechts ein roter Balken, links zwei silberne Pfähle. Auf dem Helm mit rot-silbernen Decken ein silbern aufgeschlagener, mit drei (rot, silbern, schwarzen) Hahnenfedern besteckter roter Hut.

## Angehörige
- Friedrich Lebrecht von Damnitz († 1737), sachsen-gothaischer Generalmajor
- Wolf Siegmund von Damnitz (1685–1755), kaiserlicher Feldmarschall
- Johann Casimir von Damnitz († 1756), sächsischer Generalleutnant
- Johann Christian von Damnitz (1747–1818), sachsen-eisenacher Kanzler
- Adolf von Damnitz (1812–1863), preußischer Justizrat und Abgeordneter der Preußischen Nationalversammlung
- Felix von Damnitz (1847–1926), preußischer General der Kavallerie und Pferdezüchter
- Ferdinand von Damnitz (1858–1916), 1898–1912 Landrat im Kreis Kreuzburg
- Anna von Damnitz (1871–1945), deutsche Landschafts-, Stillleben- und Genremalerin[4]
- Heino von Damnitz (1934–2020), deutsch-französischer Maler[5]